# Abisara tantalus
Abisara tantalus é uma borboleta da família Riodinidae. Ela pode ser encontrada na Guiné, Libéria, Costa do Marfim, Gana, Nigéria, Camarões, República do Congo, de Angola e na República Democrática do Congo. O habitat natural desta borboleta localiza-se em húmidas e densas florestas.

## Subespécies
- Abisara tantalus tantalus (Guiné, Libéria, Costa do Marfim, Gana)
- Abisara tantalus caerulea Carpenter & Jackson, 1950 (Nigéria, Camarões, Congo, Angola, República Democrática do Congo)
- Abisara tantalus cyanis Callaghan, 2003 (leste da República Democrática do Congo)